# San Fiorano
San Fiorano est une commune italienne située dans la province de Lodi, en Lombardie.

## Culture
Les monuments du village sont l'église dédiée à saint Florian, martyr du IIIe siècle, le château, et le Lazzaretto, une petite construction du XVIIe siècle où étaient accueillis les malades de la peste.
Dans ce bâtiment, se trouvent des fresques représentant une via crucis (un chemin de croix) et datant également du  XVIIe siècle.

## Administration

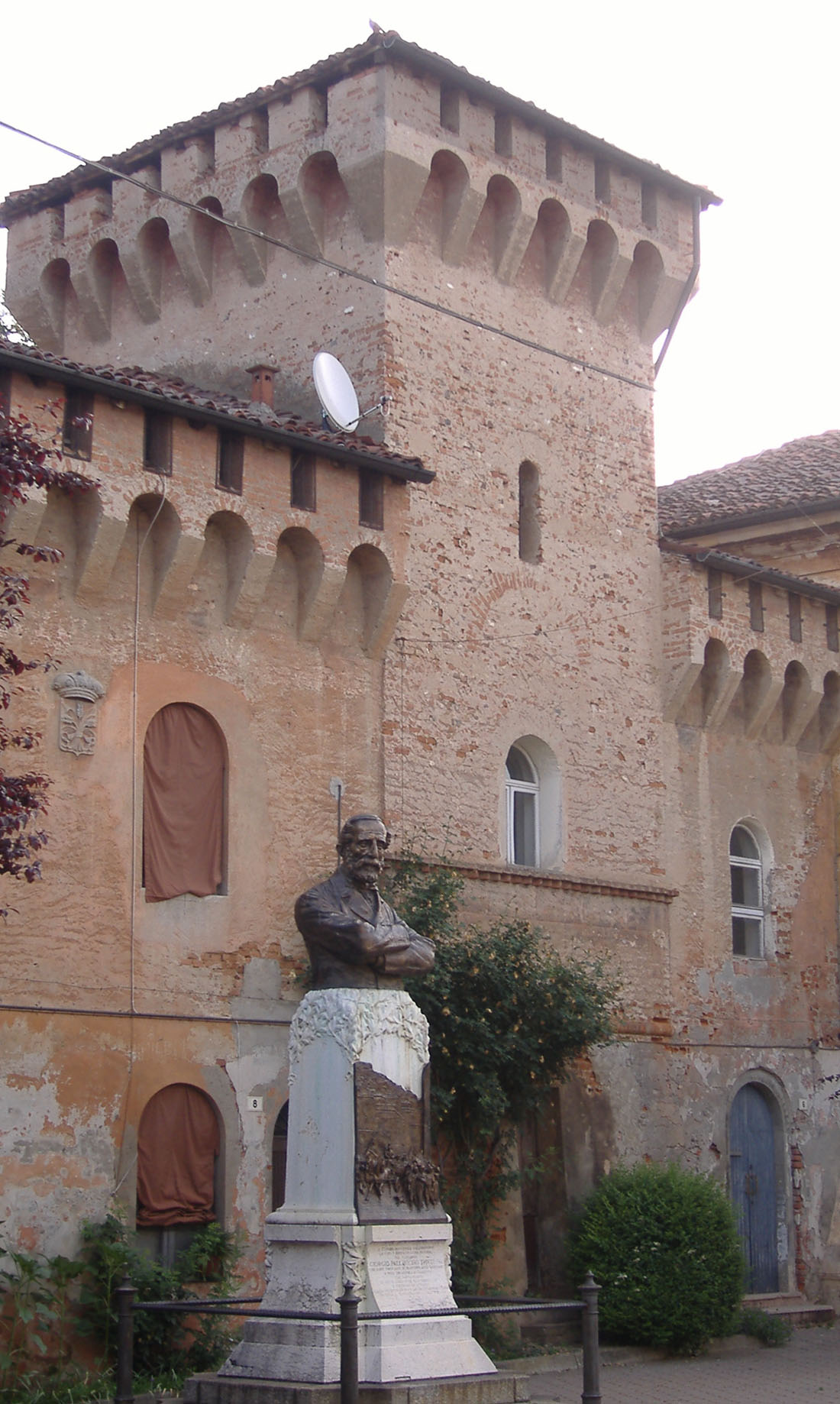
Le château de San Fiorano.

| Période                                  | Période  | Identité        | Étiquette | Qualité |
| ---------------------------------------- | -------- | --------------- | --------- | ------- |
| 14 juin 2004                             | En cours | Antonio Mariani |           |         |
| Les données manquantes sont à compléter. |          |                 |           |         |

### Hameaux
Campone, Divizia, Lazzaretto, Regone.

### Communes limitrophes
Codogno, Maleo, Fombio, Santo Stefano Lodigiano.